# Kiss the Sky (песня Марен Моррис)

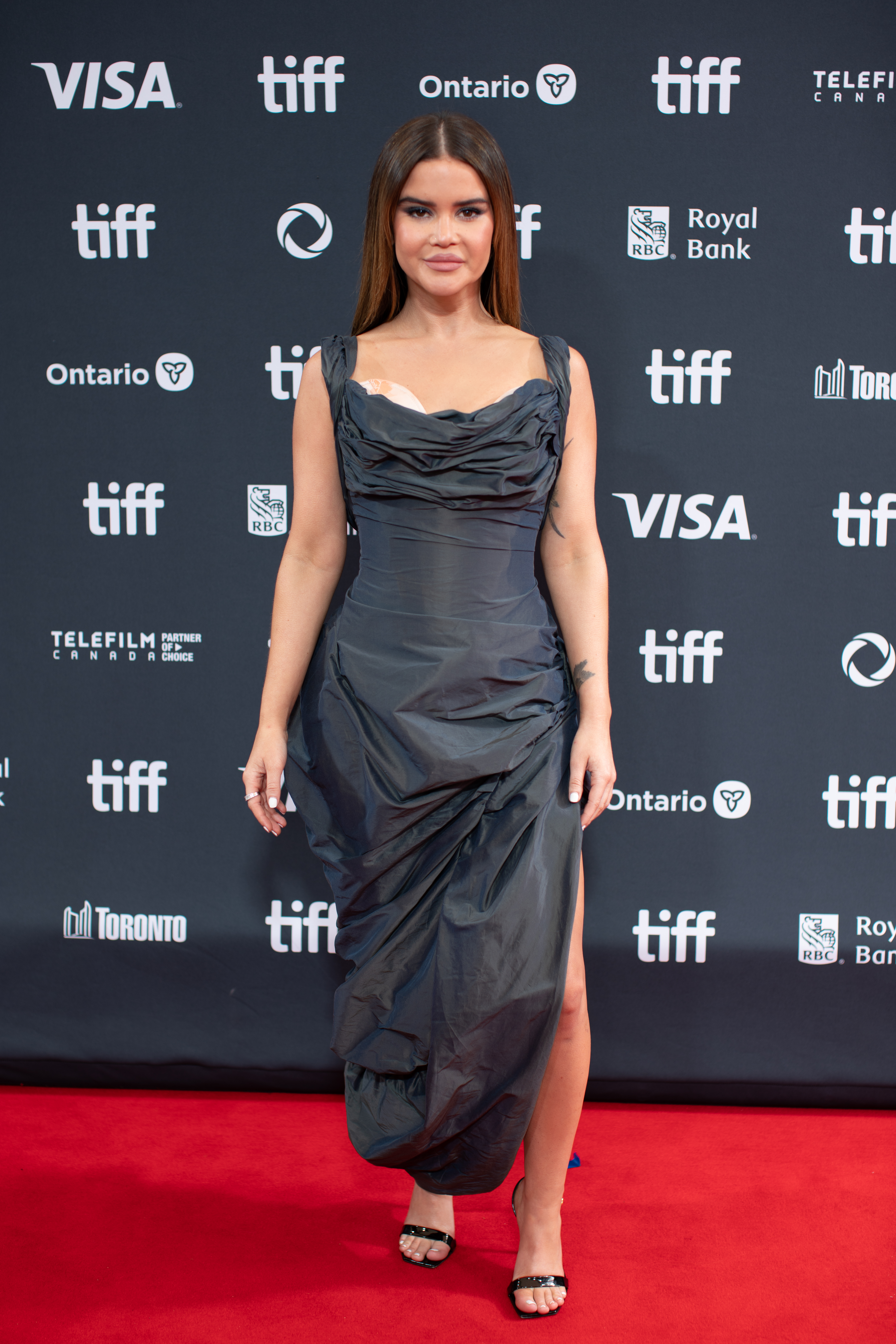
Марен Моррис на показе фильма «Дикий робот» на Международном кинофестивале в Торонто 2024 года

«Kiss the Sky» — песня, записанная американской певицей Марен Моррис из саундтрека к анимационному фильму 2024 года «Дикий робот». Она была выпущена в качестве ведущего сингла саундтрека 28 августа 2024 года компанией Back Lot Music. «Kiss the Sky» была написана Моррис, Али Тампоси, Джорданом Джонсоном, Майклом Поллаком, Стефаном Джонсоном и Delacey, а её продюсерами выступили The Monsters & Strangerz и Исайя Техада. Песня получила множество положительных отзывов, многие музыкальные критики высоко оценили её включение в фильм .

## История
По словам Тома Брейхана из Stereogum, песня звучит во время «сцены миграции гусей». Моррис объяснила Billboard и Deadline, что её собственный опыт материнства помог ей проникнуться этой историей и помочь в создании песен.

## Релиз и продвижение
Песня была использована в трейлере фильма «Дикий робот», а 28 августа состоялся официальный релиз сингла. Моррис была приглашена на премьеру фильма на Международный кинофестиваль в Торонто вместе с актёрами, озвучивающими фильм, где она рассказала о своем участии в создании саундтрека к фильму, в том числе о двух своих оригинальных песнях, созданных для фильма, «Kiss the Sky» и «Even When I’m Not». Обе композиции вошли в альбом саундтреков The Wild Robot, курируемый Крисом Бауэрсом, который был выпущен 27 сентября 2024 года.

## Отзывы
Питер Трэверс из ABC News рекомендовал трек своим читателям, заявив, что «Kiss the Sky» — это «песня сердца на века». Том Брейхан из Stereogum также высоко оценил трек, назвав его «совершенно приятным», а также отметив некоторые влияния «стадионного фолка в стиле Mumford». Далее он рассказал о том, почему песня работает в фильме, сказав: «В отдельности она просто прекрасна, но я могу себе представить, что в контексте фильма она очень сильно бьёт по карману».

## Награды и номинации
| Год  | Награда                                        | Категория                                      | Результат    | Ссылка |
| ---- | ---------------------------------------------- | ---------------------------------------------- | ------------ | ------ |
| 2024 | Astra Film Awards                              | Лучшая оригинальная песня                      | Номинация    | [ 15 ] |
| 2024 | Hollywood Music in Media Awards                | Лучшая оригинальная песня — Анимационный фильм | Победа       | [ 16 ] |
| 2024 | Iowa Film Critics Association Awards           | Лучшая оригинальная песня                      | Победа       | [ 17 ] |
| 2024 | New Mexico Film Critics Awards                 | Лучшая оригинальная песня                      | Победа       | [ 18 ] |
| 2024 | Las Vegas Film Critics Society Awards          | Лучшая песня                                   | Номинация    | [ 19 ] |
| 2025 | Critics' Choice Movie Awards                   | Лучшая песня                                   | Номинация    | [ 20 ] |
| 2025 | Золотой глобус                                 | Лучшая песня                                   | Номинация    | [ 21 ] |
| 2025 | Music City Film Critics Association Awards     | Лучшая оригинальная песня                      | Победа       | [ 22 ] |
| 2025 | North Carolina Film Critics Association Awards | Лучшая оригинальная песня                      | Номинация    | [ 23 ] |
| 2025 | Satellite Awards                               | Лучшая песня                                   | Номинация    | [ 24 ] |
| 2025 | Оскар                                          | Лучшая песня к фильму                          | В шорт-листе | [ 25 ] |